# Вольский, Влодзимеж
Влодзимеж Вольский (пол. Włodzimierz Wolski (9 ноября 1824, Пултуск Царства Польского Российской империи (ныне Мазовецкое воеводство, Польша) — 29 июля 1882, Брюссель) — польский поэт и прозаик, переводчик, либреттист.

## Биография
Из мелких помещиков. Воспитывался в Варшаве. Семнадцатилетний юноша в 1841 году за патриотическую конспиративную деятельность был арестован и несколько месяцев провёл в заключении в X павильоне варшавской Александровской цитадели. Выпущен с «волчьим билетом» под надзор полиции и с запретом занимать государственные должности.
С 1842 года сотрудничал с ежемесячником «Biblioteka Warszawska».
Участник польского восстания 1863 года. После его подавления эмигрировал в Париж, а затем Брюссель, занимался литературной деятельностью и переводами.

## Творчество
Один из представителей своеобразного литературного направления в Польше, которое отчасти можно назвать второй эпохой романтизма. Видные романтики Польши первой трети XIX века, такие как Адам Мицкевич, Ю. Словацкий, С. Гощинский, после подавления польского восстания 1830 года ушли в мистицизм, или перестали писать, как, например, Ю. Б. Залеский.
В этот период времени в Варшаве образовался кружок молодых польских писателей-романтиков конца 1830—1840-х годов, отличавшихся талантом, юношеским пылом, демократическими симпатиями и безалаберной жизнью; их обыкновенно называют варшавской богемой или «Варшавской цыганерией», которые объединились благодаря общим настроениям протеста и сходной идейно-эстетической программе.
Влодзимеж Вольский был в числе организаторов «Варшавской цыганерии». Кроме него, к ним принадлежали: Юлиан Филеборн, Р. Зморский, Антон Чайковский, Ю. Б. Дзеконьский, братья Норвиды, Т. Ленартович и др. Их целью было не только пользоваться сюжетами народной поэзии, но и описывать жизнь народа, его стремления, идеалы и горькую судьбу. Так как польское государство закрепостило крестьян, то молодые поэты совершенно прервали связи с шляхетскими традициями. В подготовке восстания 1863 года они играли значительную роль.
Около 1844 года Вольский напечатал первое своё стихотворение «Ojciec Hilary», сюжетом которого была любовь конюха к богатой и знатной дочери воеводы; поэма эта сделалась чем-то вроде «profession de foi» для всей школы. В 1859 г. им напечатаны в 2 томах «Poezje», из которых особенного внимания заслуживают «Krakowiaki» и фантазия «Fryderyk Szopen»; кроме того, он написал либретто для двух опер Монюшко: «Halka» и «Hrabina», и несколько романов: «Bakalarz» (1857), «Usmiech losu» (1855), «Domek przy ulicy Golębiej» (1858).

### Избранные произведения
- Поэзия
  - Ojciec Hilary, поэма (1843)
  - Halka, поэма (не пропущена цензурой)
  - Połośka, поэма (1859)
  - Śpiewy powstańcze, сборник стихов (Париж 1863)
  - Marsz żuawów
  - Promyki, сборник стихов (Брюссель 1869)
  - Listy z Belgii, письма в стихах
- Либретто к операм Монюшко
  - Halka
  - Hrabina
- Романы и повести
  - Korepetytor
  - Ranne odwiedziny (1850 −1852)
  - Domek przy ulicy Głębokiej (1859)
- Новеллы
  - La kaczucza
  - Czarna wstążka